# Persone di nome Justin/Cestisti
| Questa pagina contiene informazioni ricavate automaticamente dalle voci biografiche con l'ausilio del template Bio e di un bot. L'aggiornamento è periodico e automatico e ricostruisce completamente la pagina. Se manca una persona in questa lista, sei pregato di non aggiungerla, ma accertati piuttosto che la sua voce biografica contenga il template Bio e che i dati anagrafici siano correttamente compilati. Se il template Bio manca, inseriscilo tu stesso o, in alternativa, metti l'avviso {{tmp\|Bio}} che ne segnala la mancanza. Se i dati riportati sono sbagliati, correggi direttamente la voce biografica; le modifiche saranno visibili in questa lista entro pochi giorni. Per chiarimenti vedi il progetto antroponimi. La lista contiene solo le 64 persone che sono citate nell'enciclopedia e per le quali è stato implementato correttamente il template Bio. Pagina aggiornata al 22 giu 2025. |

Questa è una lista di persone presenti nell'enciclopedia che hanno il nome Justin e sono cestisti.

## A(2)
- Justin Alston, cestista statunitense (Washington, n. 1994)
- Justin Anderson, cestista statunitense (Montross, n. 1993)

## B(7)
- Justin Bean, cestista statunitense (Moore, n. 1996)
- Justin Bibbins, cestista statunitense (Carson, n. 1996)
- Justin Bibbs, cestista statunitense (Dayton, n. 1996)
- Justin Bowen, ex cestista statunitense (Chicago, n. 1983)
- Justin Briggs, cestista statunitense (Okinawa, n. 1997)
- Justin Brownlee, cestista statunitense (Tifton, n. 1988)
- Justin Burrell, cestista statunitense (Bronx, n. 1988)

## C(4)
- Justin Cage, ex cestista statunitense (San Antonio, n. 1985)
- Justin Carter, cestista statunitense (Gaithersburg, n. 1987)
- Justin Champagnie, cestista statunitense (Staten Island, n. 2001)
- Justin Cobbs, cestista statunitense (Los Angeles, n. 1991)

## D(2)
- Justin Dentmon, cestista statunitense (Carbondale, n. 1985)
- Justin Doellman, ex cestista statunitense (Cincinnati, n. 1985)

## E(3)
- Justin Edwards, cestista canadese (Whitby, n. 1992)
- Justin Edwards, cestista statunitense (Filadelfia, n. 2003)
- Justin Eveson, cestista australiano (n. 1980)

## G(4)
- J.R. Giddens, ex cestista statunitense (Oklahoma City, n. 1985)
- Justin Gorham, cestista statunitense (Columbia, n. 1998)
- Justin Gray, ex cestista statunitense (Raleigh, n. 1984)
- Justin Gray, cestista statunitense (Tampa, n. 1995)

## H(6)
- Justin Hamilton, ex cestista statunitense (Sarasota, n. 1980)
- Justin Hamilton, ex cestista statunitense (Newport Beach, n. 1990)
- Justin Harper, cestista statunitense (Filadelfia, n. 1989)
- Justin Hawkins, ex cestista statunitense (Bell, n. 1985)
- Justin Holiday, cestista statunitense (Mission Hills, n. 1989)
- Justin Hurtt, ex cestista statunitense (Raytown, n. 1988)

## J(7)
- Justin Jackson, cestista statunitense (Houston, n. 1995)
- Justin Jackson, cestista canadese (Toronto, n. 1997)
- Justin Jackson, cestista statunitense (Cocoa Beach, n. 1990)
- Justin James, cestista statunitense (Port St. Lucie, n. 1997)
- Justin Jaworski, cestista statunitense (Schwenksville, n. 1999)
- Justin Johnson, ex cestista statunitense (Los Angeles, n. 1988)
- Justin Johnson, cestista statunitense (Bowling Green, n. 1996)

## K(3)
- Justin Keenan, cestista statunitense (Grand Rapids, n. 1989)
- Justin Knox, cestista statunitense (Tuscaloosa, n. 1989)
- Justin Kohajda, cestista belga (Liegi, n. 1996)

## L(3)
- Justin Leon, cestista statunitense (Conway, n. 1995)
- Justin Lewis, cestista statunitense (Baltimora, n. 2002)
- Justin Love, cestista e allenatore di pallacanestro statunitense (San Francisco, n. 1978 - O'Fallon, † 2020)

## M(2)
- Justin Minaya, cestista statunitense (Harrington Park, n. 1999)
- Justin Moss, cestista statunitense (Detroit, n. 1993)

## P(2)
- Justin Patton, cestista statunitense (Omaha, n. 1997)
- Justin Pierce, cestista statunitense (Glen Ellyn, n. 1998)

## R(8)
- Justin Chua, cestista filippino (Manila, n. 1989)
- Justin Raffington, cestista tedesco (Amburgo, n. 1991)
- Justin Reed, cestista statunitense (Jackson, n. 1982 - † 2017)
- Justin Reyes, cestista statunitense (Haverhill, n. 1995)
- Justin Roberson, cestista statunitense (Natchitoches, n. 1993)
- Justin Robinson, cestista statunitense (Kingston, n. 1995)
- Justin Robinson, cestista britannico (Londra, n. 1987)
- Justin Robinson, cestista statunitense (Manassas, n. 1997)

## S(5)
- Justin Sears, ex cestista statunitense (Plainfield, n. 1994)
- Justin Sedlák, ex cestista, allenatore di pallacanestro e dirigente sportivo cecoslovacco (Hostie, n. 1955)
- Justin Simon, cestista statunitense (Los Angeles, n. 1996)
- Justin Smith, cestista statunitense (Highland Park, n. 1999)
- Justy Specker, cestista francese (Ferrette, n. 1919 - Saint-Paul-en-Forêt, † 2002)

## T(3)
- Justin Tillman, cestista statunitense (Detroit, n. 1996)
- Justin Tuoyo, cestista statunitense (Hampton, n. 1994)
- Justin Turner, cestista statunitense (Detroit, n. 1998)

## W(3)
- Justin Watts, cestista statunitense (Durham, n. 1990)
- Justin Williams, cestista statunitense (Chicago, n. 1984)
- Justin Wright-Foreman, cestista statunitense (Queens, n. 1997)